# Časová osa války Izraele s Hamásem (únor 2024)
Toto je část časové osy války Izraele s Hamásem. Obsahuje časové období od 1. února do 29. února 2024.

## Čtvrtek 1. února
Podle izraelského ministra obrany J. Gallanta během čtyř měsíců trvající války zabil 10 000 palestinských bojovníků a stejný počet zranil. V Chán Júnis izraelské jednotky podle jeho tvrzení zničily celou brigádu Hamásu.
Ke střetům mezi jednotkami Izraelské obranné síly a příslušníky palestinských milicí došlo v Gaze, kde byli izraelští vojáci napadeni palbou ručních a protitankových zbraní, včetně termobarických raket. K bojům došlo ve čtvrtích Šejk Radwan a Tal al Hawa. Ve střední části Pásma se izraelské jednotky střetly v Bureji a Maghází s příslušníky Brigád mučedníků Al-Aksá. V Chán Júnis, na jihu Pásma IOS podle vlastního tvrzení zabily několik palestinských bojovníků a zničily raketomet pro odpalování raket dlouhého doletu.
Podle palestinského ministerstva zdravotnictví počet osob zabitých v Pásmu Gazy stoupl na 27 019.

## Pátek 2. února
Další prudké boje se rozhořely v severní části Pásma Gazy a v Gaze, tedy v oblastech, ve kterých měl být Hamás již zničen. Podle analytiků i IOS se jedná o izolované skupiny palestinských bojovníků. Ti ale podle některých zpráv ovládají některé části města a řídí obchod. Hamás přežil a pořád existuje... řekl izraelský analytik M. Milstein.
Podle vyjádření IOS jejich příslušníci během dne... zabili desítky ozbrojenců Hamásu v oblasti Chán Júnis, provedli razie... zabavili zbraně a útočili na buňky Hamásu a budovy používané teroristickými operativci. Podle tvrzení IOS byly nalezeny dokumenty, které popisují způsob, kterým Hamás a PID používají mešity pro svou činnost jako skladiště zbraní či vchody do tunelů.

## Sobota 3. února
3. únor je 120. dnem války Izraele proti Hamásu. Válka se tak stala nejdéle trvajícím konfliktem Izraele od první arabsko-izraelské války z roku 1948.

## Neděle 4. února
Příslušníci izraelské brigády Givaty v Chán Júnis obsadili velitelství brigády Hamásu pro celou oblast. V přilehlých prostorách byly nalezeny makety s falešnými vchody do izraelských komunit a vojenských základen, které Hamás používal při přípravě na útok provedený 7. října. 
Podle IOS stoupl počet padlých izraelských vojáků na 225.

## Pondělí 5. února
Podle tvrzení izraelského armádního zpravodaje izraelská armáda zahájila postupnou evakuaci humanitárních úkrytů v Gaze s cílem zajistit příslušníky Hamásu. Ti se skrývají mezi civilisty a snaží se opětovně infiltrovat severní část Pásma Gazy. Podle tvrzení izraelské armády minimálně polovina palestinských policistů jsou zároveň příslušníky Brigád Izz ad-Dína al-Kassáma. Střety mezi izraelskou armádou a Palestinci proběhly v centrální části Pásma Gazy, k těžkým bojům došlo i v Chán Júnis, kde Palestinci podnikly několik kombinovaných útoků proti izraelským jednotkám. Ty podle vlastního tvrzení zlikvidovaly desítky palestinských bojovníků.
Podle izraelského ministra obrany Gallanta vůdce Hamásu J. Sinvár je na útěku a je příliš zaneprázdněn svým osobním přežitím, takže nemá čas na to, aby velel Hamásu. Izraelské jednotky podle Gallanta v posledních dnech zajistily větší množství zpravodajského materiálu, díky nimž se prohlubuje izraelská kontrola nad plány Hamásu.
Podle palestinského ministerstva zdravotnictví počet osob zabitých v Pásmu Gazy stoupl na 27 478.

## Úterý 6. února
Příslušníci palestinských ozbrojených skupin se nadále snaží pronikat zpět do severní části Pásma Gazy i do samotné Gazy a znovuvybudovat tam opět opěrná postavení. Brigády mučedníků Al-Aksá uvedly, že mezi 3. a 4. únorem byl zabit jeden z jejich vyšších velitelů. Podle IOS pokračovaly jednotky izraelské armády v likvidaci palestinských bojovníků v Chán Júnis a lokalizaci muničních skladů a raketových prostředků protivníka. Podle Palestinců podnikly Brigády Izz ad-Dína al-Kassáma v Chán Júnis útoky proti izraelským jednotkám prostřednictvím termobarických a protitankových raket.
Podle IOS je 32 rukojmí ze 132 dosud zadržovaných již po smrti. Dosud se předpokládalo, že po smrti je 29 rukojmí. Většina mrtvých byla zabita při palestinském útoku ze 7. října 2023 a jejich těla přepravena do Pásma Gazy.
Podle palestinského ministerstva zdravotnictví počet osob zabitých v Pásmu Gazy stoupl na 27 585.

## Středa 7. února
Izraelský premiér Benjamin Netanjahu oznámil, že izraelská armáda se připravuje na operaci v Rafahu, na jihu Pásma Gazy. Netanjahu také odmítl třífázový plán Hamásu na ukončení války, při kterém by došlo postupně k propuštění všech rukojmí výměnou za izraelské stažení se z Pásma Gazy. Nález velkého tunelu přímo pod ústředím UNRWA v Gaze, ve čtvrti Rimal oznámila izraelská média.
Podle palestinského ministerstva zdravotnictví počet osob zabitých v Pásmu Gazy stoupl na 27 703.

## Čtvrtek 8. února
Během rána provedla izraelská letadla sérii náletů na cíle v Rafahu, na jihu Pásma Gazy. Pod palbou izraelských tanků se ocitly oblasti ve východním Rafahu. Před chystanou izraelskou ofenzivou v Rafahu varovali představitelé USA. John Kirby řekl, že ofenziva... by byla katastrofou a my bychom ji nepodpořili.
Podle palestinského ministerstva zdravotnictví počet osob zabitých v Pásmu Gazy stoupl na 27 833.

## Pátek 9. února
Podle palestinské pobočky Červeného půlměsíce provedly příslušníci IOS razii v nemocnici Al-Amal v Chán Júnis, přičemž zadržely 13 osob, včetně 4 lékařů. Podle vyjádření IOS Hamás... provádí teroristické aktivity v nemocnici Al-Amal.
Podle palestinského ministerstva zdravotnictví počet osob zabitých v Pásmu Gazy stoupl na 27 947.

## Sobota 10. února
Z důvodu chystané ofenzivy na jihu Pásma Gazy nařídil izraelský premiér B. Netanjahu izraelské armádě, aby připravila evakuaci civilistů z Rafahu. Podle humanitárních organizací není možné evakuovat všechny civilisty z města.
Podzemní datové centrum a prostory pro ubytování IT personálu objevila izraelská armáda ve čtvrti Rimal, v Gaze. Prostory plně vybavené a používané pro zpravodajství a komunikaci se nacházely přímo pod ústředím UNRWA v Pásmu Gazy.
Podle palestinského ministerstva zdravotnictví počet osob zabitých v Pásmu Gazy stoupl na 28 064.

## Neděle 11. února
Podle palestinského ministerstva zdravotnictví počet osob zabitých v Pásmu Gazy stoupl na 28 176.
Podle prohlášení Brigád Izz ad-Dína al-Kassáma, ozbrojeného křídla Hamásu zahynula při izraelském bombardování 2 rukojmí. Podle IOS dosud zahynulo v palestinském zajetí 31 rukojmí, 136 je jich dosud zadržováno. Podle Klubu palestinských vězňů Izrael od 7. října 2023 zatkl 6 950 osob.

## Pondělí 12. února
Během vojenské operace se izraelským speciálním jednotkám podařilo v Rafahu na jihu Pásma Gazy osvobodit 2 rukojmí. Během operace byl jeden izraelský voják lehce zraněn a zabiti byli 3 palestinští strážní.
Podle palestinského ministerstva zdravotnictví počet osob zabitých v Pásmu Gazy stoupl na 28 340.
Podle IOS počet izraelských vojáků padlých v Pásmu Gazy stoupl na 229.

## Úterý 13. února
Podle palestinského ministerstva zdravotnictví počet osob zabitých v Pásmu Gazy stoupl na 28 473
Podle IOS počet izraelských vojáků padlých v Pásmu Gazy stoupl na 232.
V východně od Chán Júnis, v Abasan al Šagíra si Palestinci nárokovali zabití 3 izraelských vojáků prostřednictvím IED, v tom samém prostoru Izraelci podle svého tvrzení zabili či zadrželi desítky palestinských bojovníků. Podle IOS byli někteří palestinští bojovníci zabiti poté, co pokoušeli ukrýt mezi civilisty.

## Středa 14. února
Ke střetům mezi izraelskou armádou a příslušníky Brigád Izz ad-Dína al-Kassáma a Brigádami mučedníků Al-Aksá došlo ve východní části Chán Júnis a v okolí Násirovy nemocnice. Palestinci ostřelovali izraelské jednotky pomocí raketových granátů a RPG. Izrael také souhlasil s aktivací internetových služeb Starlink Elona Muska. Služby tohoto systému bude využívat polní nemocnice provozovaná Saúdskou Arábií. E. Musk podmínil aktivaci systému izraelským souhlasem.
Podle palestinského ministerstva zdravotnictví počet osob zabitých v Pásmu Gazy stoupl na 

## Čtvrtek 15. února
Mezinárodní organizace Lékaři bez hranic (LBH) označila situaci po izraelském útoku na Násirovu nemocnici v Gaze za... chaotickou. LBH dále uvedla, že nemocnici musel opustit zdravotnický personál a zanechat na místě pacienty. Organizace vyzvala izraelskou armádu, aby útok zastavila. Podle izraelské armády provedla obsazení nemocnice poté, co získala informace, že se v jejích prostorách nacházejí těla rukojmí. Podle samotných zdravotníků byl jeden pacient zabit a další zraněni. Podle tvrzení IOS byli v nemocnici zadrženy 3 osoby, které se podílely na útoku na Izrael 7. října 2023. IOS dále uvedly, že Hamás využívá až 85% zdravotnických zařízení pro vojenské účely.
Podle palestinského ministerstva zdravotnictví počet osob zabitých v Pásmu Gazy stoupl na 28 663.
Podle IOS počet izraelských vojáků padlých v Pásmu Gazy stoupl na 233.
IOS podle vlastního tvrzení ukončily vyčišťovací operaci, která měla za úkol zlikvidovat síly Hamásu, které se pokusily znovu infiltrovat Gazu. Při této operaci bylo podle tvrzení IOS zabito 120 palestinských bojovníků a zajištěny zbraně a zpravodajský materiál. V severní a střední části Pásma Gazy se izraelské jednotky střetly s příslušníky Brigád mučedníků Al-Aksá. Brigády mučedníků Al-Aksá podle vlastního tvrzení útočily na izraelské jednotky minomety a raketami a použily výbušná zařízení. V jižní části Pásma provedly izraelské jednotky razie v domech rodinných příslušníků některých vysokých představitelů Hamásu, kde zadržely některé palestinské bojovníky. Východně od Chán Júnis byly izraelské zásobovací linie na napadeny raketami a minomety příslušníků PID.

## Pátek 16. února
Podle palestinského ministerstva zdravotnictví počet osob zabitých v Pásmu Gazy stoupl na 28 775.
Podle IOS počet izraelských vojáků padlých v Pásmu Gazy stoupl na 234.

## Sobota 17. února
Izraelské speciální síly prohledaly Násirovu nemocnici v Chán Júnis, kde byli podle tvrzení IOS drženi někteří rukojmí. Při razii bylo zatčeno 100 osob a nalezeny minomety a granáty. Nalezeny byly i léky se jmény rukojmí. Podle prohlášení IOS bylo v bojích v okolí nemocnice zabito několik příslušníků Hamásu.
Podle vlastního tvrzení provedlo izraelské letectvo sérii náletů na velitelské a operační operační místnosti Hamásu v Nusejratu a Dajr al-Balahu ve střední části Pásma Gazy.
Podle palestinského ministerstva zdravotnictví počet osob zabitých v Pásmu Gazy stoupl 28 858.

## Neděle 18. února
Podle palestinského ministerstva zdravotnictví je Násirova nemocnice v Chán Júnis mimo provoz.
Podle palestinského ministerstva zdravotnictví počet osob zabitých v Pásmu Gazy stoupl 29 985
Podle izraelského ministra obrany J. Galanta vstoupí IOS do Rafahu na začátku ramadánu. Ten v tomto roce připadá na 10. březen. Izraelský plán odmítla podpořit řada zemí, včetně spojenců Izraele v čele s USA.

## Pondělí 19. února
Podle izraelských představitelů potrvá plnohodnotná vojenská operace v Pásmu Gazy 6 až 8 týdnů. Poslední baštou Hamásu zůstává Rafah na jihu Pásma. Podle izraelského ministra obrany Galanta bylo během bojů zlikvidováno 18 z 24 praporů, kterými Hamás disponoval. Před ofenzivou do Rafáhu varovala řada mezinárodních institucí i jednotlivců, včetně amerického prezidenta J. Bidena. Zatímco Izrael tvrdí, že v Pásmu Gazy zabil asi 12 000 příslušníků Hamásu, představitelé Hamásu v Kataru odhadují vlastní ztráty na 6 000 bojovníků.
V jižní části Gazy napadli příslušníci PID jednotky IOS podílející se na výstavbě silnice, jež by měla oddělit jižní a severní část Pásma Gazy. Příslušníci PID společně s Palestinským hnutím mudžahedínů také podnikali raketové útoky na izraelské bezpilotní prostředky a vrtulníky přenosnými prostředky protivzdušné obrany. Na jihu IOS rozšířily svou působnost do západní části Chán Júnis a podle vlastního prohlášení zničili vojenskou infrastrukturu palestinských skupin.
Celkem 26 z 27 zemí EU vyzvalo k okamžitému humanitárnímu příměří v Pásmu Gazy jako předehru k trvalému příměří doprovázenému bezpodmínečným propuštěním rukojmí a zajištění přísunu humanitární pomoci obyvatelstvu Pásma Gazy. K prohlášení se nepřipojilo Maďarsko.
Podle palestinského ministerstva zdravotnictví počet osob zabitých v Pásmu Gazy stoupl 29 092.
Podle IOS počet izraelských vojáků padlých v Pásmu Gazy stoupl na 235.

## Úterý 20. února
Organizace Světový potravinový program, fungující při OSN oznámila, že po útocích na humanitární konvoje z 18. a 19. února pozastavila distribuci potravinové pomoci. Kolony vozidel s humanitární pomocí byly opakovaně napadány a v Pásmu Gazy čelily i střelbě.
Podle vyjádření IOS zabili izraelští vojáci v Chán Júnisu desítky příslušníků Hamásu včetně odstřelovačů. V Chán Júnisu bylo, dle IOS zlikvidováno skladiště zbraní.
Katar podle svého prohlášení obdržel od Hamásu potvrzení, že rukojmím byly předány léky. Jejich předání je výsledkem dohody zprostředkované Francií a Katarem z 16. ledna 2024. Léky se do Pásma Gazy dostaly následující den. Vysvětlení k měsíční zpoždění v předání léků uneseným nebylo podáno. Žádná ze stran nemá ani důkaz, že léky byly skutečně předány, neboť dle jednoho z diplomatů takový důkaz nebyl součástí dohody, ale pro Hamás mají živá rukojmí větší cenu než mrtvá. Podle IOS byly v Násirově nemocnici v Chán Júnis objeveny léky se jmény některých z rukojmí. Jedná se ale o léky, které do Pásma Gazy propašovali někteří z příbuzných zadržovaných Izraelců.
Podle palestinského ministerstva zdravotnictví počet osob zabitých v Pásmu Gazy stoupl 29 195.
Podle IOS počet izraelských vojáků padlých v Pásmu Gazy stoupl na 236.

## Středa 21. února
Podle IOS se izraelským jednotkám v Gaze, ve čtvrti Zajtún podařilo podařilo zničit továrnu na výrobu zbraní a obsadit tunel, který spojoval Gazu s centrální částí Pásma Gazy a umožňoval palestinským bojovníkům pronikat do oblastí pod kontrolou IOS. V Zajtúnu byly izraelské jednotky napadeny příslušníky PID pomocí nástražných náloží a minometnou a raketovou palbou. V centrální části Pásma Gazy se IOS nyní zaměřuje na likvidaci dvou zbývajících brigád Hamásu.
Izraelská Asociace krizových center pro oběti znásilnění (ARCCI) předala OSN zprávu z vyšetřování útoku palestinských militantů na Izrael ze 7. října 2023. Podle této zprávy... útoky zahrnovaly sadistické činy brutální a demonstrativní povahy. Zpráva dále tvrdí, že cílem sexuálních útoků byly nejen ženy, ale i muži a děti.
Podle palestinského ministerstva zdravotnictví počet osob zabitých v Pásmu Gazy stoupl 29 313.
Podle IOS počet izraelských vojáků padlých v Pásmu Gazy stoupl na 237.

## Čtvrtek 22. února
Podle palestinského ministerstva zdravotnictví provedla izraelská armáda další razii v Násirově nemocnici v Gaze. Podle Izraele patří Násirova nemocnice mezi zdravotnická zařízení, které Hamás využívá pro vojenské účely.
Podle předsedy Světové zdravotnické organizace (WHO) se palestinská území změnila na... zóny smrti. Situaci v Gaze nazval... nehumánní a stále se zhoršující.
Podle IOS došlo k bojům v Chán Júnis v jižní části Pásma Gazy, kde 7. obrněná brigáda IOS zabila 15 příslušníků Hamásu. V severní části Pásma došlo k ozbrojeným střetům mezi Izraelci a Palestinci v Gaze, ve čtvrti Zajtún. Podle IOS byly palestinské síly v severní části Pásma prakticky zničeny a část izraelských jednotek byla proto stažena.
Podle palestinského ministerstva zdravotnictví počet osob zabitých v Pásmu Gazy stoupl 29 410.

## Pátek 23. února
OSN zkoumá možnosti využití izraelské vojenské silnice vedoucí podél hranice mezi Izraelem a Pásmem Gazy. Vytvořením průchodů v hraničním plotu pro konvoje by se rozšířily možnosti distribuce humanitární pomoci v severní části Pásma Gazy. Humanitární pomoc se do Pásma dosud dostává pouze egyptským přechodem Rafah a izraelským Kerem Šalom. Jamie McGoldrick, koordinátor pomoci OSN pro okupovaná palestinská území, řekl, že... je vidět mnohem větší spolupráci ze strany Izraele.
Izraelský premiér B. Netanjahu představil na jednání izraelské vlády plán na budoucí principy uspořádání správy v Pásmu Gazy. Dokument s názvem Den po Hamásu počítá s tím, že správy Pásma Gazy by se ujali místní úředníci nespojovaní s Hamásem. Netanjahu podle tohoto dokumentu nepočítá s vládou Palestinské samosprávy. Zároveň se ale staví proti požadavkům krajně pravicových ministrů ve své vládě, kteří požadují výstavbu izraelských osad v Pásmu Gazy. Podle dokumentu si Izrael i po válce ponechá omezenou kontrolu na správou Pásma Gazy a schopnost v tomto prostoru operovat. Podle všeho je ale plán v rozporu s plánem americké administrativy na budoucí uspořádání v Pásmu Gazy, podle kterého by nemělo dojít k žádnému zmenšení enklávy.
Podle palestinského ministerstva zdravotnictví počet osob zabitých v Pásmu Gazy stoupl 29 514.

## Sobota 24. února
Podle palestinského ministerstva zdravotnictví počet osob zabitých v Pásmu Gazy stoupl 29 606.
Podle IOS počet izraelských vojáků padlých v Pásmu Gazy stoupl na 238

## Neděle 25. února
Ke střetům mezi izraelskou armádou došlo v Gaze, ve čtvrti Zejtún, izraelské obrněné jednotky se pohybovaly i Bajt Lahíja. Podle amerických, katarských a egyptských vyjednavačů dohoda o příměří nabývá reálných rozměrů. Zatímco Hamás jako podmínku pro propuštění rukojmí požaduje izraelské stažení se z Pásma Gazy, izraelský premiér B. Netanjahu prohlásil požadavky Hamásu jako... z jiné planety.
Podle palestinského ministerstva zdravotnictví počet osob zabitých v Pásmu Gazy stoupl 29 692.
Podle IOS počet izraelských vojáků padlých v Pásmu Gazy stoupl na 240.

## Pondělí 26. února
Premiér Palestinské samosprávy Muhammad Ištajja předal Předsedovi Palestinské samosprávy Mahmúdu Abbásovi demisi své vlády. Svůj krok zdůvodnil bezprecedentní eskalací násilí v Pásmu Gazy a na Západním břehu. Podle komentátorů se ale zároveň otevírá možnost reorganizace PA a sblížení s Hamásem, což by mělo vést ke sjednocení palestinské politické scény. Rezignaci uvítali i Spojené státy, podle kterých se jedná o... pozitivní a důležitý krok k dosažení znovusjednocení Gazy a Západního břehu Jordánu pod Palestinskou samosprávou.
Podle palestinského ministerstva zdravotnictví počet osob zabitých v Pásmu Gazy stoupl 29 782.

## Úterý 27. února
V Zajtúnu provedly IOS razii v několika objektech, ve kterých se nacházely sklady zbraní a pozorovací stanoviště. Během bojů bylo zničeno několik pozic palestinských bojovníků. Palestinské milice se přihlásily k minimálně 19 útokům na izraelské jednotky v této oblasti. K útoku na izraelské jednotky Palestinci údajně použili i upravenou raketu z F-16. V Chán Júnisu izraelští vojáci zadrželi řadu palestinských bojovníků, kteří se pokoušeli ukrýt mezi evakuovanými civilisty. V západní části Chán Júnisu Izraelci zabavili větší množství zbraní a zabili desítky palestinských bojovníků, ale zároveň čelili útokům palestinských ozbrojenců. PID se přihlásil k minometným útokům na izraelské jednotky operující u izraelsko-gazské hranice. PID se také přihlásil k raketové palbě, při které byl zasažen Aškelon a způsobeny materiální škody.
Do poloviny března se musí izraelská vláda písemně zaručit vládě USA, že zbraně poskytnuté Spojenými státy budou použity... v souladu s mezinárodním humanitárním právem. Kromě toho se izraelská vláda musí zaručit, že umožní poskytování humanitární pomoci v Pásmu Gazy. Tento požadavek je v souladu s americkou doktrínou, že... země, která používá americké zbraně v konfliktních oblastech, musí poskytnout "věrohodná a spolehlivá písemná ujištění", že bude "usnadňovat, a nikoli svévolně odmítat, omezovat nebo jinak bránit, přímo nebo nepřímo, přepravě nebo dodávkám humanitární pomoci Spojených států a mezinárodnímu úsilí o poskytnutí humanitární pomoci podporované vládou Spojených států.
Podle palestinského ministerstva zdravotnictví počet osob zabitých v Pásmu Gazy stoupl 29 878.

## Středa 28. února
Podle Ismajla Haníji operace izraelské armády v Zajtúnu selhaly a pokračující útoky Hamásu přirovnal k zuřícím bitvám. Podle ISW počet palestinských útoků a jejich sofistikovanost naznačuje, že Palestinci mají na jihu Gazy stále dostatečné vojenské kapacity. Stalo se tak jednak díky pronikání skupin bojovníků z centrální části Pásma Gazy na sever a také díky reaktivaci tzv. spících buněk. Přesun je pravděpodobně prováděn sítí dosud neodhalených tunelů.
Podle palestinského ministerstva zdravotnictví počet osob zabitých v Pásmu Gazy stoupl 29 954.
Podle IOS počet izraelských vojáků padlých v Pásmu Gazy stoupl na 242

## Čtvrtek 29. února
Více než 100 lidí zemřelo poté, izraelští vojáci zahájili střelbu do davu Palestinců čekajících na humanitární pomoc, tvrdí palestinské ministerstvo zdravotnictví. Podle Izraele vojáci IOS zabili střelbou 10 lidí poté, co ozbrojený dav napadl konvoj s humanitární pomocí. Většina lidí následně zemřela při vzniklé tlačenici.
Podle palestinského ministerstva zdravotnictví počet osob zabitých v Pásmu Gazy stoupl 30 035
V Moskvě se pod patronátem ruského ministerstva zahraničí sešlo několik palestinských frakcí, včetně zástupců Hamásu a Fatahu. Hamás vydal následně prohlášení a potvrdil shodu frakcí na vytvoření společného palestinského státu. Podle Sergeje Lavrova Rusko opakovaně podporuje přímé rozhovory mezi Palestinci a Izraelci.